# Acacia lenticularis
Acacia lenticularis é uma espécie de leguminosa do gênero Acacia, pertencente à família Fabaceae.